# Munárriz
Munárriz (Amunarritz en euskera) es una localidad y un concejo de la Comunidad Foral de Navarra (España) del municipio de Goñi, situado en la Merindad de Estella, en la Cuenca de Pamplona y a 40 km de la capital de la comunidad, Pamplona. Su población en 2014 fue de 51 habitantes (INE), su superficie es de 12,41 km² y su densidad de población es de 4,11 hab/km².

## Geografía física

### Situación
La localidad se encuentra situada en la parte suroeste del valle de Goñi a una altitud de 920 m s. n. m. Su término concejil tiene una superficie de 12,41 km² y limita al norte con la sierra de Andía, al este con Urdánoz, al sur con Guembe en el municipio de Guesálaz y Salinas de Oro, y al oeste con la sierra de Andía y Vidaurre.

## Demografía

### Evolución de la población
| Gráfica de evolución demográfica de Munárriz entre 2000 y 2009 |
|                                                                |
| Datos según el nomenclátor publicados por el INE.              |